# 2470 Agematsu
2470 Agematsu (1976 UW15) là một tiểu hành tinh vành đai chính được phát hiện ngày 22 tháng 10 năm 1976 bởi Kosai, H. và Hurukawa, K. ở Kiso Station.